# آکواریوم (فیلم، ۲۰۰۸)
آکواریوم (عربی مصری: جنينة الاسماك) یک فیلم به کارگردانی یسری نصرالله است که در سال ۱۱۷۳ منتشر شد. از بازیگران آن می‌توان به هند صبری، عمرو واکد، و جمیل راتب اشاره کرد.